# Couffy-sur-Sarsonne
Couffy-sur-Sarsonne település Franciaországban, Corrèze megyében. Lakosainak száma 71 fő (2022. január 1.). Couffy-sur-Sarsonne Aix, Courteix, Lamazière-Haute, Saint-Rémy és Saint-Martial-le-Vieux községekkel határos.

## Népesség
A település népességének változása:
| Lakosok száma | 119  | 95   | 89   | 73   | 76   | 80   | 76   | 72   | 71   | 71   |
|               | 1968 | 1982 | 1990 | 2006 | 2013 | 2015 | 2017 | 2019 | 2020 | 2022 |